# Condado de Gisbert
El condado de Gisbert es un título nobiliario español otorgado el 13 de mayo de 2014 por el rey Juan Carlos I de España, con carácter vitalicio, a favor de María del Carmen Iglesias Cano, historiadora.

## Carta de otorgamiento
«La brillante e intensa labor académica y docente de doña María del Carmen Iglesias Cano, al servicio de España y de la Corona, merece ser reconocida de manera especial, por lo que, queriendo demostrarle mi Real aprecio,
Vengo en otorgarle, con carácter vitalicio, el título de Condesa de Gisbert.
Dado en Madrid, el 13 de mayo de 2014.
Juan Carlos R.»
Real Decreto 354/2014, de 13 de mayo. Publicado en el «BOE» núm. 117, de 14 de mayo de 2014, páginas 37786.

## Condes de Gisbert
|                            | Titular                        | Periodo                    |
| Creación por Juan Carlos I | Creación por Juan Carlos I     | Creación por Juan Carlos I |
| -------------------------- | ------------------------------ | -------------------------- |
| I                          | María del Carmen Iglesias Cano | 2014-actual titular        |

## Historia de los condes de Gisbert
- María del Carmen Iglesias Cano (1942-), i condesa de Gisbert, historiadora.[1]